# Anacampseros

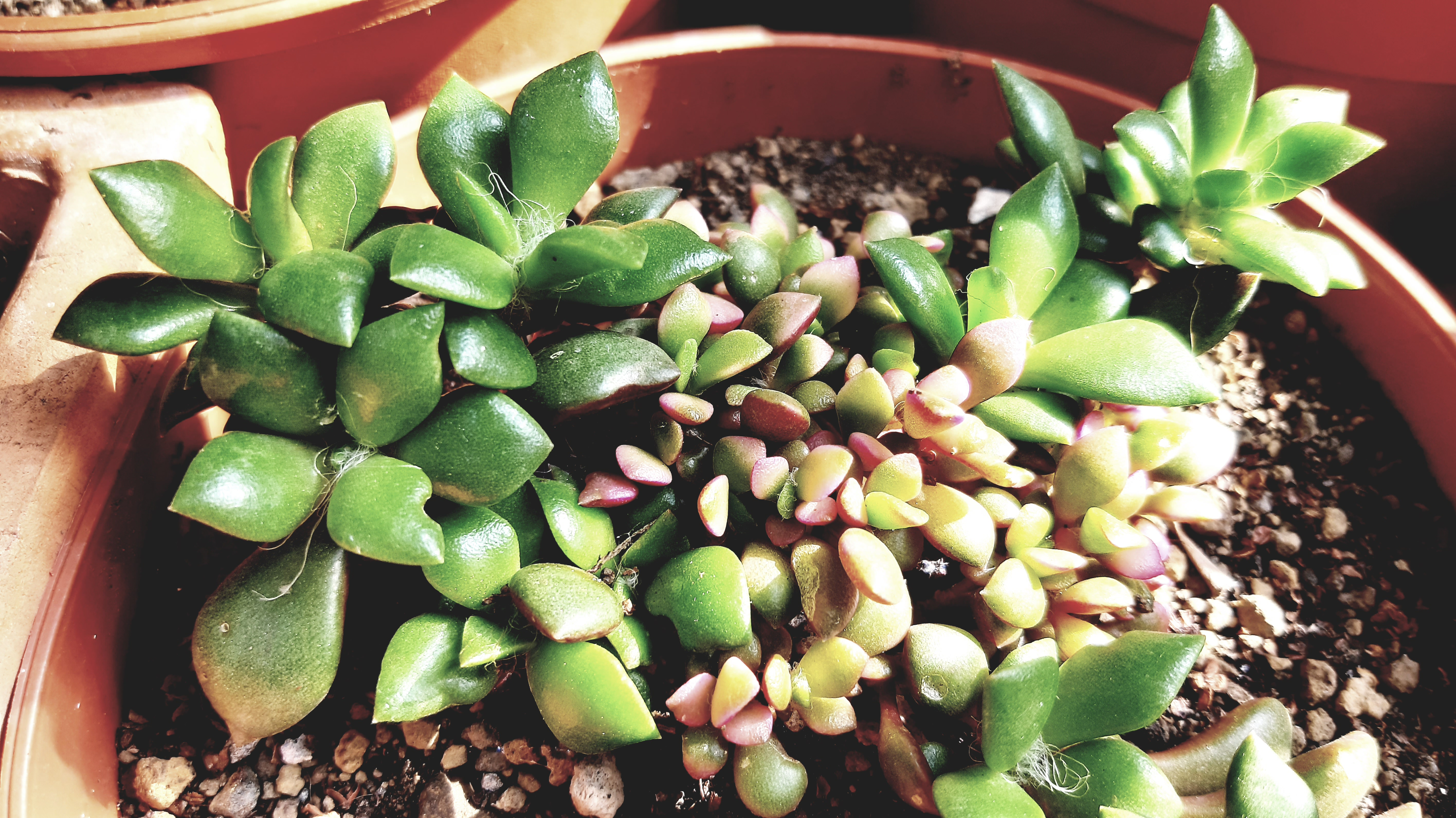
Anacampseros rufescens

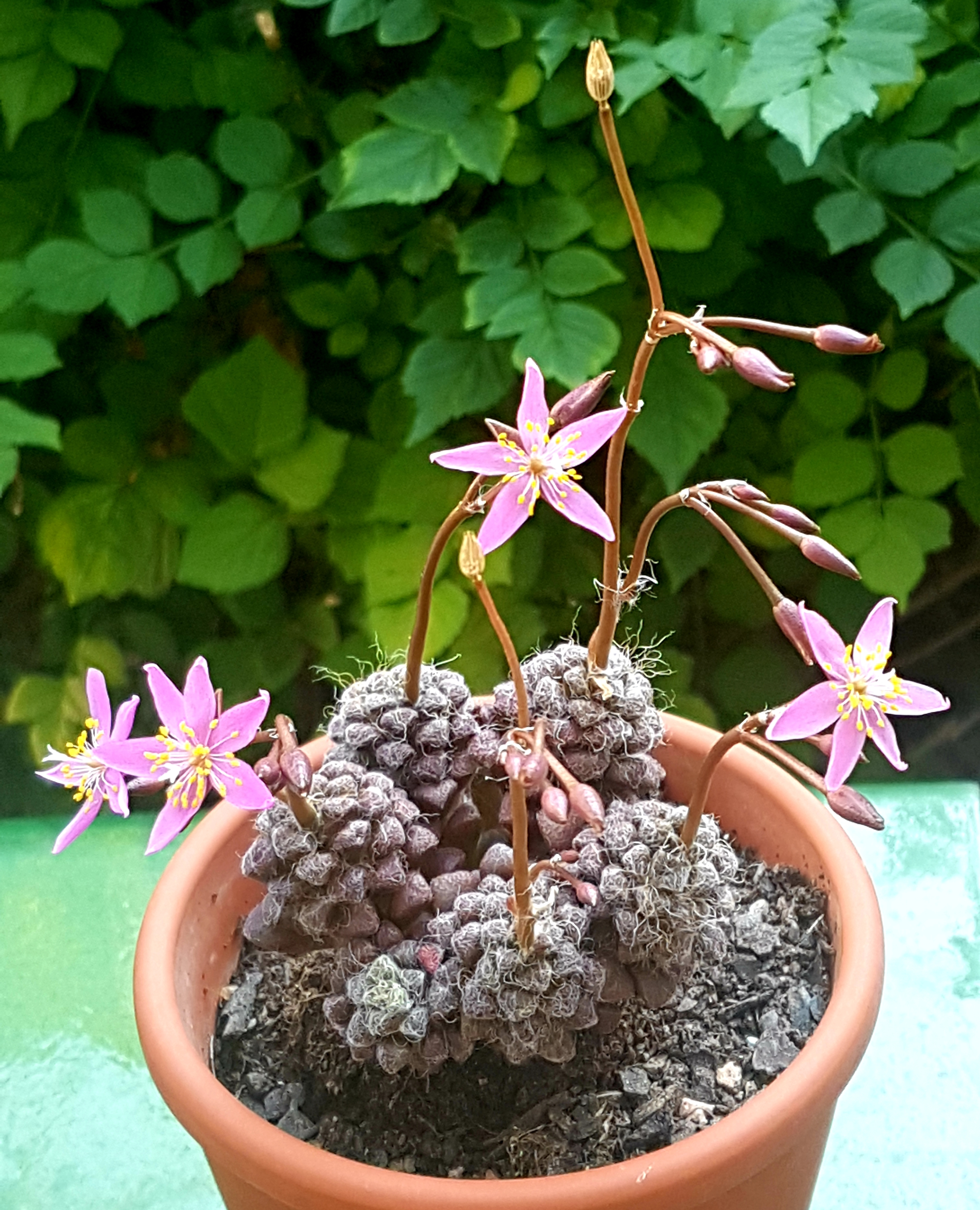
Anacampseros crinita en flor

Anacampseros és un gènere de plantes angiospermes suculentes que pertany a la família de les família anacampserotàcies.

## Descripció
Les plantes del gènere Anacampseros són perennes. Són d'hàbit subarbust o herbes que poden formar denses mates. Les plantes adultes de moltes espècies formen un petit càudex o una arrel tuberosa. Les fulles de la major part d'espècies són suculentes i poden ser lanceolades o arrodonides. La disposició de les fulles sobre la tija és alterna. Les fulles en moltes espècies són molt espaiades, i en algunes espècies són petites i més o menys amagades per estípules fasciculades filamentoses. Algunes espècies tenen flors sèssils, sovint en un involucre. Altres espècies porten les seves flors sobre peduncles racemosos. A diferència de les fulles alternes, les bràctees són oposades i escarioses. Les flors són actinomorfes amb dos sèpals caducs i cinc pètals fugaços. Els pètals poden ser blancs, rosa o porpra pàl·lid. Les plantes floreixen de tant en tant a l'estiu, i s'obren només en dies assolellats. Els nombrosos estams estan units a les bases dels pètals. El pistil està dividit en tres. L'ovari és súper i madura en una càpsula unilocular de tres vàlvules que conté moltes llavors en una placenta central independent. En algunes espècies les tres vàlvules es divideix enganyosament en sis vàlvules. Les llavors són comprimides i poden ser en angle o tenir tres ales.

## Distribució
Són plantes natives de llocs molt dispars, n'hi ha a Amèrica del Nord (Mèxic), a Amèrica de Sud (Bolívia i Argentina), al continent africà (Etiòpia, Somàlia i sud del continent) i Austràlia.

## Taxonomia
Aquest gènere va ser publicat per primer cop l'any 1758 a l'obra Opera varia in quibus continentur Fundamenta botanica, Sponsalia plantarum, et Systema naturae de Carl von Linné (1707-1778).
L'any 1994 una vintena d'espècies es van escindir del gènere Anacampseros per formar part del nou gènere Avonia, però a partir de l'any 2010 van tornar al gènere Anacampseros com a conseqüència de les investigacions de Reto Nyffeler i Urs Eggli publicades a la revista Taxon. A més va passar de la família de les portulacàcies a la de les anacampserotàcies.

### Etimologia
Anacampseros: nom genèric que deriva de les paraules gregues: Anakampto = 'recuperar' i eros = 'amor'.

### Espècies
Dins d'aquest gènere es reconeixen les 60 espècies següents:
- Anacampseros affinis H.Pearson & Stephens
- Anacampseros albidiflora Poelln.
- Anacampseros albissima Marloth
- Anacampseros alta Poelln.
- Anacampseros arachnoides (Haw.) Sims
- Anacampseros australiana J.M.Black
- Anacampseros bayeriana S.A.Hammer
- Anacampseros coahuilensis (S.Watson) Eggli & Nyffeler
- Anacampseros comptonii Pillans
- Anacampseros crinita Dinter
- Anacampseros decapitata Burgoyne & J.van Thiel
- Anacampseros densifolia Dinter ex Poelln.
- Anacampseros depauperata (A.Berger) Poelln.
- Anacampseros dielsiana Dinter
- Anacampseros dinteri Schinz
- Anacampseros filamentosa (Haw.) Sims
- Anacampseros fissa Poelln.
- Anacampseros gariepensis (G.Will.) Dreher
- Anacampseros gracilis Poelln.
- Anacampseros grisea (G.Will.) Dreher
- Anacampseros harveyi (J.van Thiel & Lavranos) Dreher
- Anacampseros herreana Poelln.
- Anacampseros hillii G.Will.
- Anacampseros karasmontana Dinter
- Anacampseros kurtzii Bacig.
- Anacampseros lanceolata (Haw.) Sweet
- Anacampseros lavbleckiana (G.Will.) Dreher
- Anacampseros mallei (G.Will.) G.Will.
- Anacampseros marlothii Poelln.
- Anacampseros meyeri Poelln.
- Anacampseros namaquensis H.Pearson & Stephens
- Anacampseros nebrownii Poelln.
- Anacampseros nitida Poelln.
- Anacampseros papyracea E.Mey. ex Fenzl
- Anacampseros paradoxa Poelln.
- Anacampseros parviflora Poelln.
- Anacampseros pisina G.Will.
- Anacampseros prominens G.Will.
- Anacampseros quinaria E.Mey. ex Fenzl
- Anacampseros quinarioides Dreher, Rodgerson & A.J.Young
- Anacampseros recurvata Schönland
- Anacampseros retusa Poelln.
- Anacampseros rhodesica N.E.Br.
- Anacampseros rubroviridis Poelln.
- Anacampseros rufescens (Haw.) Sweet
- Anacampseros ruschii Dinter & Poelln.
- Anacampseros schoenlandii Poelln.
- Anacampseros scopata G.Will.
- Anacampseros septentrionalis Bruyns
- Anacampseros specksii Dreher
- Anacampseros starkiana Poelln.
- Anacampseros subnuda Poelln.
- Anacampseros telephiastrum DC.
- Anacampseros tomentosa A.Berger
- Anacampseros truncata Poelln.
- Anacampseros ustulata E.Mey. ex Fenzl
- Anacampseros vanthielii G.Will.
- Anacampseros variabilis Poelln.
- Anacampseros vespertina Thulin
- Anacampseros vulcanensis Añon

### Sinònims
Els següents noms científics són sinònims heterotípics d'Anacampseros:
- Avonia (E.Mey. ex Fenzl) G.D.Rowley
- Ruelingia Ehrh.
- Talinaria Brandegee
- Telephiastrum Fabr.
- Xenia Gerbaulet

## Usos i significat
Els usos i creences populars sobre el gènere són incoherents i regionals. Algunes espècies es consideren narcòtiques o altament verinoses, però proves en ovelles no van donar cap resultat positiu, i algunes espècies teòricament tòxiques s'empren per a adulterar cervesa. Vàries espècies s'han utilitzat en la fabricació de diferents tipus de cervesa, però no és clar quin és l'efecte previst, tot i que algunes espècies semblen tenir alguna activitat en hidrolitzar alguns hidrats de carboni. Algunes espècies s'utilitzen com a amulets o "medecines" no específiques.